# Лох-Мой
Лох-Мой (англ. Loch Moy, гэльск. Loch A'Mhoigh, «равнинное озеро») — озеро (лох) около деревни Мой в шотландском Хайленде, в 15 км к юго-востоку от города Инвернесс.
Длина озера составляет около 2 км, ширина — около 0,7 км, площадь — около 0,81 км². Оно лежит на высоте около 272 м над уровнем моря.
Из озера вытекает ручей Фантак длиной около 2,5 км, впадающий в реку Файндхорн.
На озере находится небольшой остров Мой (около 5 акров) с руинами замка-резиденции вождей клана Макинтош в период с XIV в до приблизительно 1700 г.; затем резиденция переместилась в Мой-Холл. Остров был впервые заселён в 1337 году. В 1410-х—1420-х годах разгорелся конфликт между кланами Камминг и Макинтош, последние укрылись в замке на острове. Тогда Камминги решили построить плотину у южной оконечности озера, чтобы затопить замок Макинтошей. Те в ответ ночью подплыли к плотине на плоту и разрушили её. По некоторым свидетельствам, в 1422 году на острове размещался отряд в 400 человек.
Менее чем в 200 м от главного острова находится крошечный скалистый островок шириной около 10 м. Ранее он служил тюрьмой для преступников, которых приковывали цепью к камню. Также там стояла виселица.